# Rohrwiller

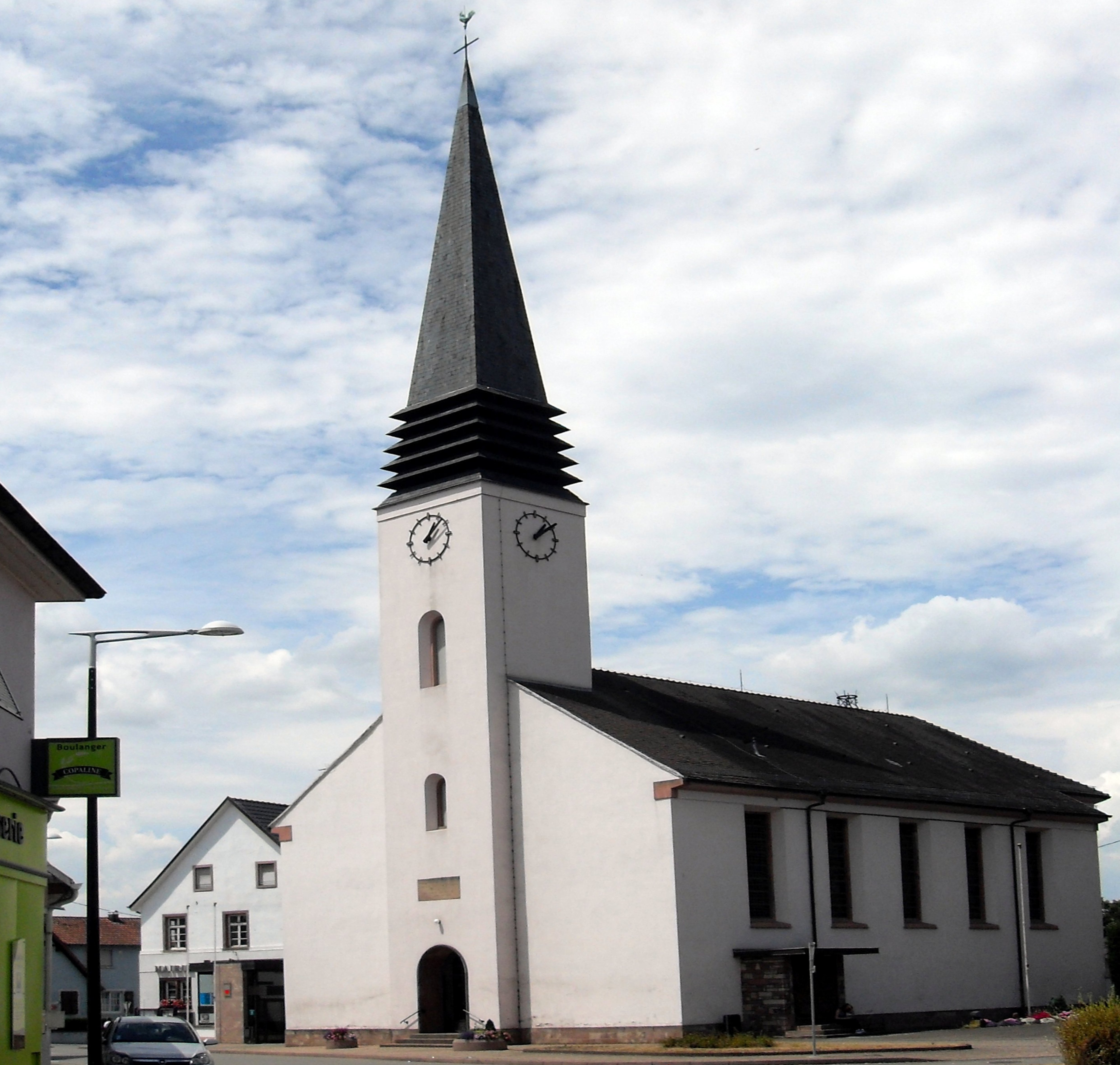
Kirche St. Wendelin

Rohrwiller (deutsch Rohrweiler, auch Rothweiler) ist eine französische Gemeinde mit 1603 Einwohnern (Stand 1. Januar 2021) im Département Bas-Rhin in der Region Grand Est (bis 2015 Elsass).

## Geografie
Die Gemeinde Rohrwiller liegt an der unteren Zorn, etwa 13 Kilometer südwestlich von Haguenau. Die Rheinfähre ins deutsche Greffern liegt fünf Kilometer östlich von Rohrwiller.

## Geschichte

### Mittelalter
Die Herrschaft Lichtenberg kaufte das Dorf Rohrweiler 1342 von den Grafen von Ötingen. Zwischenzeitlich verpfändet, wurde das Dorf 1401 wieder ausgelöst. Als nach Gebietserwerb im 14. Jahrhundert die Ämter Ingweiler und Buchsweiler der Herrschaft Lichtenberg zu umfangreich gewordenen waren und neu organisiert werden mussten, wurde zu Beginn des 15. Jahrhunderts unter anderem das Amt Pfaffenhofen ausgegliedert und verselbständigt. Als auch dieses durch weiteren Gebietszuwachs erneut geteilt werden musste, entstand das Amt Offendorf noch vor 1440, zu dem auch Rohrweiler gehörte.
Elisabeth, eine der beiden Erbtöchter Ludwigs V. von Lichtenberg (* 1417; † 1474), heiratete Graf Simon IV. Wecker von Zweibrücken-Bitsch. Nach dem Tod des letzten Lichtenbergers, Jakob von Lichtenberg, eines Onkels von Elisabeth, erbte sie die Hälfte der Herrschaft Lichtenberg, zu der auch das Amt Offendorf – und damit Rohrweiler – gehörte.

### Frühe Neuzeit
Graf Jakob von Zweibrücken-Bitsch (* 1510; † 1570) und sein schon 1540 verstorbener Bruder Simon V. Wecker hinterließen nur jeweils eine Tochter als Erbin. Die Tochter des Grafen Jakob, Margarethe (* 1540; † 1569), war mit Philipp V. von Hanau-Lichtenberg (* 1541; † 1599) verheiratet. Zu dem sich aus dieser Konstellation ergebenden Erbe zählte auch die zweite, nicht bereits in der Grafschaft Hanau-Lichtenberg liegende Hälfte der ehemaligen Herrschaft Lichtenberg und darin auch das Amt Offendorf mit Rohrweiler. Der zu diesem Zeitpunkt regierende Graf Philipp IV. von Hanau-Lichtenberg (1514–1590) führte die Reformation in seiner Grafschaft und auch den durch die Erbschaft hinzu gewonnenen Gebieten konsequent durch, die nun lutherisch wurden.
Mit der Reunionspolitik Frankreichs unter König Ludwig XIV. kam das Amt Offendorf unter französische Oberhoheit. Im Zuge dieses Prozesses erhielt das Dorf wieder eine römisch-katholische Pfarrei.
Nach dem Tod des letzten Hanauer Grafen, Johann Reinhard III. 1736, fiel Hanau-Lichtenberg – und damit auch das Amt Offendorf – an den Sohn seiner einzigen Tochter, Charlotte, Landgraf Ludwig (IX.) von Hessen-Darmstadt. Mit dem durch die Französische Revolution begonnenen Umbruch wurde Rohrweiler französisch.

### Bevölkerungsentwicklung
| 1962 | 1968 | 1975 | 1982 | 1990 | 1999 | 2006 | 2019 |
| ---- | ---- | ---- | ---- | ---- | ---- | ---- | ---- |
| 1040 | 1092 | 1140 | 1287 | 1441 | 1448 | 1672 | 1613 |